# انسانیت (فضیلت)
انسانیت (انگلیسی: Humanity) فضیلتی است که با فلسفه اخلاق ایثار مرتبط است. همچنین نماد عشق و عطوفت انسان نسبت به یکدیگر است. تفاوت انسانیت با عدالت به این دلیل است که با مقایسه با عدالت نوع‌دوستی بیشتری نسبت به افراد در آن وجود دارد.
در فرهنگ اسلامی عامل گذر از مرز حیوانیت و ورود به وادی انسانیت، علوم الهی و معارف قرآنی است که به روح انسان تعلیم شده است.